# Ruperto de Bingen
Ruperto de Bingen (em alemão: Rupert von Bingen; 712 — 732) foi um santo da alemão, filho do pagão Robolaus e da nobre cristã Bertha de Bingen, que veio a ser também santificada. Com a morte do pai o menino foi educado como cristão. Com quinze anos fez uma peregrinação a Roma, e por isso é tido como o padroeiro dos peregrinos. Voltando para a Alemanha usou sua herança para construir igrejas, e faleceu com apenas vinte anos de "febre".
Sua biografia foi escrita pela santa Hildegarda de Bingen no século XII, que também ergueu o Mosteiro de Rupertsberg em sua homenagem. As suas relíquias estão preservadas na igreja paroquial de Eibingen.